# Férfi kenu kettes 10 000 méter az 1952. évi nyári olimpiai játékokon
Az 1952. évi nyári olimpiai játékokon a kajak-kenu férfi kenu kettes 10 000 méteres versenyszámát július 27-én rendezték Taivallahti-ben.

## Eredmények

### Döntő
| Helyezés | Nemzet                                                          | Idő     | Mj |
| -------- | --------------------------------------------------------------- | ------- | -- |
| Arany    | Franciaország (FRA) · Georges Turlier · Jean Laudet             | 54:08,3 |    |
| Ezüst    | Kanada (CAN) · Kenneth Lane · Donald Hawgood                    | 54:09,9 |    |
| Bronz    | Németország (GER) · Egon Drews · Wilfried Soltau                | 54:28,1 |    |
| 4.       | Szovjetunió (URS) · Valentin Orischenko · Nikolay Perevozchikov | 54:34,6 |    |
| 5.       | Egyesült Államok (USA) · John Haas · Frank Krick                | 54:42,5 |    |
| 6.       | Csehszlovákia (TCH) · Bohuslav Karlík · Oldřich Lomecký         | 55:10,9 |    |
| 7.       | Magyarország (HUN) · Söptei Ernő · Söptei Róbert                | 55:35,3 |    |
| 8.       | Svédország (SWE) · Rune Blomqvist · Harry Lindbäck              | 55:41,3 |    |
| 9.       | Finnország (FIN) · Jorma Kulo · Teppo Salmisaari                | 56:28,2 |    |